# 趙國太玄夫人
趙國太玄夫人水丘氏（834年—901年），五代十国吴越国主钱镠之母。自幼家贫，及长嫁于钱镠之父钱宽。后因子贵，被封为河南太君，吴兴郡太夫人，秦国太夫人。天复元年（901年）九月壬子 卒，及吴越立国，追封为趙國太玄太夫人。